# فلورنتينو أسينسيو باروسو
فلورنتينو أسينسيو باروسو (بالإسبانية: Florentino Asensio Barroso)‏ هو كاهن كاثوليكي إسباني، ولد في 16 أكتوبر 1877 في Villasexmir ‏ في إسبانيا، وتوفي في 9 أغسطس 1936 في بربشتر في إسبانيا بسبب إعدام رميا بالرصاص.